# 廓山
廓山（かくざん、元亀3年（1572年） - 寛永2年8月26日（1625年9月27日））は、江戸時代前期の浄土宗（鎮西派）の僧。甲斐国出身。諱は一実。号は定蓮社正誉。
武田信玄の家臣 高坂昌信の次男として生まれる。甲斐国甲府の尊体寺で出家し、江戸芝増上寺11世円也・12世存応に師事して浄土教学を学んだ。1608年（慶長13年）江戸城内において、同門の了的とともに日蓮宗の日経らと宗論を行って勝利した（慶長宗論）。これをきっかけにして徳川家康の帰依を受け、同年、家康の生母於大の方が葬られている江戸小石川伝通院の中興開山となった。駿河国駿府でも家康に仕えて講説を行い、浄土宗諸法度の草案作成にも携わった。1622年（元和8年）、増上寺13世に就任した。